# Арслан, Джихат
Джихат Арслан (тур. Cihat Arslan; род. 9 февраля 1970, Балыкесир) — турецкий футболист, игравший на позиции защитника, ныне футбольный тренер.

## Игровая карьера
Джихат Арслан начинал свою карьеру футболиста в 1990 году в клубе «Каршияка». 10 февраля 1991 года он дебютировал в Первой лиге, выйдя на замену в домашнем поединке против «Бурсаспора». В следующем сезоне Арслан играл с командой во Второй лиге, которая за год сумела вернуться в элиту турецкого футбола. 23 января 1993 года защитник «Каршияки» забил свой первый гол на высшем уровне, сравняв счёт в домашнем матче с «Бешикташем». Летом 1993 года он перешёл в «Галатасарай», но сыграл за него лишь 11 матчей. Также Джихат Арслан выступал за команды «Денизлиспор», «Эскишехирспор», «Зейтинбурнуспор», «Газиантепспор», «Йимпаш Йозгатспор», «Кайсериспор», «Коджаэлиспор», «Истанбул Башакшехир» и «Касымпаша», за последнюю он отыграл последние три сезона профессиональной карьеры, которую завершил в 2008 году.

## Тренерская карьера
Свою тренерскую карьеру Джихат Арслан начинал в клубе «Касымпаша», где работал помощником главного тренера
В сезоне 2009/10 он занимал пост главного тренера «Коджаэлиспора», с которым подписал двухлетний контракт с ним, а затем ушёл с поста, не достигнув соглашения с руководством. В следующем году он возглавлял команду Третьей лиги «Эюпспор».
В июне 2011 года Арслан подписал трёхлетний контракт с «Болуспором», но 13 декабря того же года было объявлено о двустороннем расторжении его контракта после разговора тренера с руководством клуба. Тогда же он возглавил «Гёзтепе», 24 апреля 2012 года он покинул и этот пост. Потом Арслан работал главным тренером «Каршияки».
В сезоне 2013/14 «Истанбул Башакшехир» под его руководством выиграл Первую лигу и вышел в Суперлигу. Позже он покинул свой пост и объявил, что продолжит тренерскую карьеру в «Шанлыурфаспоре». 9 февраля 2015 года Арслан покинул пост главного тренера этой команды по обоюдному согласию с клубом. Спустя 2,5 месяца он был назначен главным тренером команды «Балыкесирспор» из своего родного города, выступавшей тогда в Суперлиге.
Летом 2015 года Арслан возглавил «Акхисар Беледиеспор», с которым по итогам сезона 2015/16 занял восьмое место в Суперлиге. Через две недели после старта чемпионата 2016/17 он расстался с клубом по взаимному согласию из-за разногласий с руководством по трансферам.

## Достижения

### В качестве игрока
«Галатасарай»
- Чемпион Турции (1): 1993/94

 «Каршияка»
- Победитель Второй лиги Турции (1): 1991/92

### В качестве тренера
«Истанбул Башакшехир»
- Победитель Первой лиги Турции (1): 2013/14